# İhsan Turnagöl
İhsan Turnagöl (* 24. Januar 1957 in Ankara) ist ein türkischer klassischer Gitarrist.
Er studierte Gitarre an der Hochschule für Musik Karlsruhe bei Mario Sicca und an der Musik-Akademie der Stadt Basel bei Konrad Ragossnig.
Nach Abschluss seiner Studien begann er eine rege Konzerttätigkeit, die ihn durch viele europäische Länder sowie nach Fernost führte. Neben mehreren Rundfunkproduktionen präsentierte er im August 1981 seine erste Schallplatte mit Werken von Johann Sebastian Bach, Domenico Scarlatti und Isaac Albéniz.
İhsan Turnagöl bevorzugt zeitgenössische Musik, und sein Talent, sie zu interpretieren, regte mehrere Komponisten an, für die Gitarre zu schreiben. Durch eine intensive Zusammenarbeit mit dem Komponisten Hermann Reutter entstanden einige Originalkompositionen sowie eine bedeutende Reihe von Transkriptionen Reutterscher Werke für Gitarre solo, die beim Schott-Verlag veröffentlicht, zum Teil auch auf Schallplatte und CD bei Wergo erschienen sind.
Nach und neben seinen Lehrtätigkeiten an den Staatlichen Musikhochschulen in Karlsruhe, Hannover und Freiburg im Breisgau war İhsan Turnagöl von 1981 bis 2005 Dozent für Gitarre an der Staatlichen Hochschule für Musik und Darstellende Kunst in Stuttgart. 2006 kehrte er in die Türkei zurück; er leitet in Istanbul eine Gitarrenschule.

## Schriften
- Gitarrennfestival Bangkok, nova giulianiad 1/83, S. 40.